# Sainte-Radegonde, Dordogne
Sainte-Radegonde là một xã, nằm ở tỉnh Dordogne vùng Aquitaine của Pháp. Xã này có diện tích 4,81 km², dân số năm 2006 là 61 người. Xã nằm ở khu vực có độ cao trung bình 100 m trên mực nước biển.

## Thông tin nhân khẩu
| Năm    | 1962 | 1968 | 1975 | 1982 | 1990 | 1999 | 2006 |
| ------ | ---- | ---- | ---- | ---- | ---- | ---- | ---- |
| Dân số | 115  | 95   | 71   | 86   | 76   | 63   | 61   |